# Zhao Wei
Zhao Wei, conosciuta anche come Vicki Zhao (Wuhu, 12 marzo 1976), è un'attrice, cantante e regista cinese.

## Biografia
Zhao si è laureata alla Beijing Film Academy nel 2000. È una delle attrici cinesi più apprezzate in Cina. Ha raggiunto la fama internazionale con i ruoli in "So Close" e "Shaolin Soccer". Nel 2003, ha recitato in "Guerrieri del Cielo e della Terra" e "Green Tea". Nel 2008, ha impersonato la principessa vivace "Sun Shangxiang"  nel film "La battaglia dei tre regni, di John Woo. Nel 2009, nel ruolo di protagonista, ha interpretato il film Hua Mulan.
Zhao Wei è stata eletta vice presidente della Chinese Academy Film Performance Art nel 2009.
Il 9 giugno 2010 è stato confermata come uno dei sette giudici per i Premi Calice d'Oro al 13º Shanghai International Film Festival (SIFF). Nel mese di agosto, 2010, Lei è la amabassador di Changchun Film Festival.
Nel 2016 è membro della giuria ufficiale alla 73ª Mostra internazionale d'arte cinematografica di Venezia.
Nel 2017 è membro della giuria ufficiale alla 30ª Tokyo International Film Festival.

## Filmografia

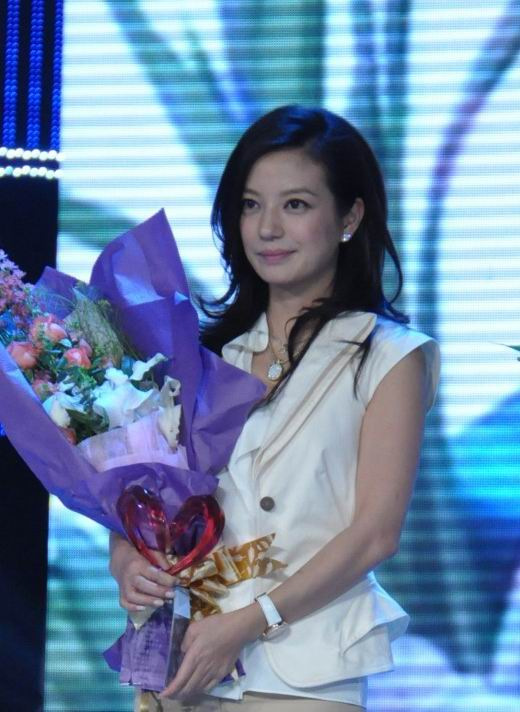
Zhao Wei (2011)

### Cinema
- Hua hun, regia di Shuqin Huang e Zhang Yimou (1994)
- Nü er gu, regia di Xie Jin (1995)

- Dong gong xi gong, regia di Zhang Yuan (1996)
- Yuan, miao bu ke yan, regia di Kin-Nam Cho (1999)
- Kuet chin chi gam ji din, regia di Andrew Lau (2000)
- Shaolin Soccer (Siu Lam juk kau), regia di Stephen Chow (2001)
- Chinese Odyssey 2002 (Tian xia wu shuang), regia di Jeffrey Lau (2002)
- So Close (Chik yeung tin see), regia di Corey Yuen (2002)
- Pao zhi nu peng you, regia di Wai-Man Yip (2003)
- Lü cha, regia di Zhang Yuan (2003)
- I guerrieri del cielo e della terra (Tian di ying xiong), regia di Ping He (2003)
- Yu guanyin, regia di Ann Hui (2003)
- Qing ren jie, regia di Jianqi Huo (2005)
- Yi ma de hou xian dai sheng huo, regia di Ann Hui (2006)
- Yoru no Shanghai, regia di Yibai Zhang (2007)
- La battaglia dei tre regni (Chi bi), regia di John Woo (2008)
- Hua pi, regia di Gordon Chan, Andy Wing-Keung Chin e Danny Ko (2008)
- La battaglia dei tre regni - Parte 2 (Chi bi: Jue zhan tian xia), regia di John Woo (2009)
- Jian guo da ye, regia di Han Sanping e Huang Jianxin (2009)
- Hua Mulan, regia di Jingle Ma e Wei Dong (2009)
- Jin yi wei, regia di Daniel Lee (2010)
- Jiang Ai, regia di Yibai Zhang (2011)
- Ai, regia di Doze Niu (2012)
- Hua pi 2, regia di Wuershan (2012)
- Qin ai de, regia di Peter Ho-Sun Chan (2014)
- 12 gam ngap, regia di Matt Chow (2015)
- Hollywood Adventures, regia di Timothy Kendall (2015)
- Gang jiong, regia di Zheng Xu (2015)
- The Gentleman's Wager II, regia di Jake Scott - cortometraggio (2015)
- San ren xing, regia di Johnnie To (2016)
- Of Lightness, regia di Chiara Battistini - cortometraggio (2018)
- Sheng Ming Zhong De Guang, regia di Yulin Liu - cortometraggio (2019)
- Liang zhi lao hu, regia di Fei Li (2019)

### Televisione
- Jie jie mei mei chuang bei jing – serie TV (1996)
- Da mo fang – serie TV (1997)
- Huan zhu ge ge – miniserie TV, 24 episodi (1998)
- Huan zhu ge ge 2 – miniserie TV, 48 episodi (1999)
- Lao fang you xi – serie TV, 25 episodi (1999)
- Kangxi wei fu si fang ji – serie TV, episodi 2x1 (1999)
- Xia nü chuang tian guan – serie TV, 31 episodi (2000)
- Qing shen shen yu meng meng – serie TV, 49 episodi (2001)
- Jing hua yan yun – serie TV, 43 episodi (2005)
- Mo shan, regia di Jing Hui Meng - film TV (2006)
- Che Shen – serie TV, 16 episodi (2006)
- Xie xie ni ceng jing ai guo wo – serie TV, 34 episodi (2007)
- Yi ge nü ren de shi shi – serie TV, 30 episodi (2009)
- Hu ma mao ba – serie TV, 45 episodi (2015)

## Doppiatrici italiane
- Francesca Fiorentini in La battaglia dei tre regni

## Premi
- Beijing Student Film Festival
  - 2004: Vinto - Attrice preferita per Warriors of Heaven and Earth (2003)
  - 2007: Vinto - Attrice preferita per The Longest Night in Shanghai (2007)
  - 2010: Vinto - Attrice preferita per 14 Blades (2010)
  - 2015: Vinto - Migliore attrice protagonista per Dearest (2015)
- Changchun Film Festival
  - 2006: Vinto - Migliore attrice protagonista per A Time to Love (2005)
  - 2010: Vinto - Migliore attrice protagonista per Mulan (2009)
- Golden Eagle Awards
  - 1999: Vinto - Migliore attrice protagonista per My Fair Princess (1998)
- Golden Rooster Awards
  - 2013: Vinto - Miglior esordio alla regia per So Young (2013)
- Hong Kong Film Awards
  - 2015: Vinto - Migliore attrice protagonista per Dearest (2015)
- Hong Kong Film Critics Awards
  - 2015: Vinto - Migliore attrice protagonista per Dearest (2015)
- Huabiao Film Awards
  - 2005: Vinto - Migliore attrice protagonista per A Time to Love (2005)
- Hundred Flowers Awards
  - 2010: Vinto - Migliore attrice protagonista per Mulan (2009)
- Shanghai International Film Festival
  - 2005: Vinto - Migliore attrice protagonista per A Time to Love (2005)
  - 2007: Vinto - Press Prize-Most Attractvie Actress per The Longest Night in Shanghai (2007)
- Shanghai Film Critics Awards
  - 2010: Vinto - Migliore attrice protagonista per Mulan (2009)
  - 2013: Vinto - Miglior nuovo regista per So Young (2013)